# 락슈미 바이
락슈미 바이(힌디어: झाँसी की रानी, 마라티어: झाशीची राणी, 영어: Rani Lakshmibai, 1828년 11월 19일 ~ 1858년 6월 17일)는 인도의 중북부에 있던 토후국 잔시국의 라니(여왕 또는 왕비)이자 인도 독립 전쟁을 이끌었던 독립운동가이다. 흔히 라니 락슈미바이(락슈미 바이 왕비)라고 알려져 있다. 세포이 항쟁에서 영국발 인도 점령에 저항하는 반영 운동의 상징이 되었다.

## 생애
락슈미 바이는 1828년 11월 19일 바라나시에서 브라만 가문 일원으로 태어났다. 태어나 얻은 이름은 마니카르니카였고 '마누'라는 별명으로 불렸다. 아버지는 잔시 왕국 궁정에서 일했다. 그녀는 어려서부터 호신술, 승마, 활쏘기 등을 배웠고 14세경에 잔시 왕과 결혼하였다. 당시 잔시는 영국 동인도회사로부터 간섭을 받고 있었고, 동인도회사는 후계자가 없는 토후국을 표적 삼아 강제병합시키고 있는 상황이었다. 락슈미 바이는 17세경에 후계자를 낳았지만 일찍 잃었고, 다모다르 다오라는 양자를 들였다. 하지만 동인도회사는 그를 후계자로 인정하지 않았으며 2년 뒤 남편인 잔시 왕마저 죽자 동인도회사는 잔시 왕국을 직할령으로 만들고 락슈미 바이에게는 약 6만 루피의 연금을 주는 것으로 마무리 지으려 하였다. 락슈미 바이는 이러한 영 동인도 회사의 조치에 저항하여 스스로를 '라니'라고 부르며 주민들을 이끌었다.
1857년 영국 동인도 회사가 고용한 용병 세포이들이 봉기하며 시작된 세포이 항쟁이 인도 북부 전역으로 확대되자, 잔시 주둔해 영국군들은 반란 진압을 위해 잔시를 떠났다. 이 틈을 노린 락슈미바이는 자신의 이름 앞에 '라니(여왕 또는 왕비)'를 붙이고, 잔시를 통치하는 한편 군대를 조직하여 반영 항쟁에 적극적으로 참여하게 되었다.
1858년 휴 로즈가 이끄는 영국군이 막강한 화력을 앞세워 잔시를 점령하자, 락슈미 바이는 인도 북부에서 독립운동을 이끌던 세포이 세력 탄트야 포트와 연합, 줌나 강 남쪽 일대를 차지하는 등 많은 전과를 거두며 영국군 사이에 이름을 알렸다.
락슈미바이는 같은 해 6월 17일, 괄리오르 전투에서 영국군과 싸우다가, 총탄에 맞아 전사하게 된다.

## 같이 보기
- 세포이 항쟁